# Ільїн Адольф Олексійович
Адольф Олексійович Ільїн (рос. Адо́льф Алексе́евич Ильи́н; 9 квітня 1923, Бураково, Петроградська губернія, РРФСР, СРСР — 19 липня 1990, Москва, РРФСР, СРСР) — радянський актор театру і кіно. Заслужений артист РРФСР (1956).

## Біографія
Адольф Ільїн народився 9 квітня 1923 року в селі Бураково Петроградської губернії.
З 1938 по 1941 роки Адольф Ільїн був артистом Свердловського театру опери та балету імені А. Ст. Луначарського.
Брав участь у німецько-радянській війні (1941—1945), служив санітаром санітарної роти 46-го гвардійського стрілецького полку 16-ї гвардійської ордена Леніна стрілецької дивізії 30-ї армії Західного фронту РСЧА. Демобілізувався в жовтні 1945 року в званні гвардії старшини в східно-прусському місті Кенігсберзі (нині Калінінград).
5 жовтня 1942 року був нагороджений медаллю «За відвагу». У нагородному листі гвардії червоноармійця Адольфа Ільїна коротко викладено його особистий бойовий подвиг:
 
Після війни, в 1946 році, Адольф Ільїн закінчив театральну студію при Свердловському державному театрі драми і став актором цього театру.
У 1955 році почав зніматися в кіно.
З 1963 року працював режисером на «Свердловській кіностудії».
У 1966 році переїхав до Мінська, де служив актором у трупі Державного російського драматичного театру імені Максима Горького Білоруської РСР.
У 1968 році перебрався до Новосибірська, в театр «Червоний факел».
З 1970 по 1975 роки служив у Воронезькому державному драматичному театрі імені А. В. Кольцова.
Два сезони, з 1975 по 1977 роки, був актором Московського академічного театру імені Володимира Маяковського, потім один сезон — в театрі кіноактора при кіностудії «Молдова-фільм» у Кишиневі. У 1978 році повернувся в трупу Театру імені Володимира Маяковського, де служив до своєї кончини і за п'ятнадцять років створив більше п'ятдесяти ролей. Найбільш вдалими з них були: Брюхатий («Енергійні люди»), Одиноков (Аморальна історія"), Бобринець («Захід»), Фрязін («Молва»), Сенатор-кінь («Театр часів Нерона і Сенеки»).
Помер Адольф Ільїн 19 липня 1990 року в Москві, у віці шістдесяти семи років. Похований на Преображенському цвинтарі (13-а ділянка).

### Родина
- Перша дружина — Зінаїда Борисівна Ільїна, лікар-педіатр, Заслужений лікар Росії[4].
  - Старший син — Володимир Адольфович Ільїн (нар.. 16 листопада 1947, Свердловськ), актор, Народний артист Російської Федерації (1999).
  - Молодший син — Олександр Адольфович Ільїн (нар.. 8 травня 1952, Свердловськ), актор, Заслужений артист Російської Федерації(1994).
    - Старший онук — Ілля Олександрович Ільїн (нар.. 1971), актор.
    - Середній онук — Олексій Олександрович Ільїн (нар.. 1980), актор.
    - Молодший онук — Олександр Олександрович Ільїн (нар.. 22 листопада 1983, Москва), актор.
- Друга дружина — Неллі Андріївна Ільїна-Гуцол, актриса[5].

## Творчість

### Фільмографія
- 1955 — Мати — околоточний
- 1956 — Вона вас кохає — пасажир автобусу з «Огоньком»
- 1956 — У гонитві за славою — співробітник конструкторського бюро Зебрін
- 1957 — Правда — гайдамак
- 1958 — Черговий рейс — Митрофан Ілліч
- 1959 — Золотий дім — Нойон Ело
- 1959 — Катя-Катюша — член президії на зборах
- 1962 — Королева бензоколонки —  вусатий механік
- 1964 — Зелений будинок —  Редькін, начальник лісопункту
- 1966 — Я солдат, мамо — Анейчик
- 1967 — Женя, Женечка і «Катюша» — командир дивізіону
- 1969 — Ми з Вулканом — новий господар собаки
- 1970 — Сміливого куля боїться — повновидий поліцай
- 1970 — Початок — статист
- 1971 — Пропажа свідка —
- 1972 — Вид на проживання — Карпов, редактор газети, до якої пішов служити Савельєв
- 1973 — Найсильніший — Мусабай
- 1976 — Зустрінемося біля фонтану — Метельников, шабашник
- 1976 — Строгови — Євдоким Юткін
- 1977 — Золота міна — Гришанін
- 1978 — Життя Бетховена — свідок на конгресі
- 1979 — Шерлок Холмс і доктор Ватсон — Енох Дреббер
- 1984 — Один і без зброї — Льоха
- 1984 — Закон зимівлі — старий тесля
- 1985 — Такий дивний вечір у вузькому сімейному колі (телеспектакль) — лесничий
- 1986 — Перехід на літній час — Сергій Миколайович
- 1986 — Життя Клима Самгіна — Безбєдов
- 1986 — Розмах крил — пасажир 1-го салону
- 1987 — Петроградські Гавроші — Тулла
- 1988 — Об'єктивні обставини — Іванов
- 1989 — Філіпп Траум — монах

## Визнання заслуг
- 1942 — медаль «За відвагу» (наказ підрозділи Збройних сил СРСР 30-ї армії Західного фронту РСЧА № 69/Н від 5 жовтня 1942 року)[2].
- 1985 — орден Вітчизняної війни I ступеня (наказ міністра оборони СРСР № 71 від 6 квітня 1985 року).

### Державні нагороди та звання РРФСР
- 1956 — почесне звання «Заслужений артист РРФСР» (13 вересня 1956 року)[1].